# 김익
김익(金熤, 1723년 ~ 1790년)은 조선 후기의 문신이며, 정조 때 영의정을 지냈다. 본관은 연안, 자는 광중(光仲), 호는 죽하(竹下)·약현(藥峴), 시호는 문정(文貞)이다.

## 생애
영조 때 문과에 급제해서 부교리, 지평, 부수찬, 수찬을 하고 겸필선, 부수찬, 겸문학을 두루 거쳐 겸필선, 부교리에 이어 필선, 응교, 겸필선을 거쳐 사근찰방을 거쳐 대사간에 초배된다. 이후 대사성이 되는데 정조 때에는 성균관대사성에 이어 대사헌, 이조참판을 하고 성균관대사성을 거쳐 전생서제조로 특진관을 겸하다가 황해도관찰사를 거쳐 예조판서, 사헌부대사헌, 의정부우참찬, 예문관제학을 거쳐 예조판서로 지경연사를 겸하고 이후 예조판서, 이조판서를 하다 강화유수로 나갔다가 돌아와 이후 병조판서를 하다 의정부우의정이 되고, 우의정을 하다 영돈녕부사가 되었다가 다시 우의정이 되고 판중추부사로 있다가 영의정이 되었다. 의정부영의정 시절 정조의 신임을 받았다.